# جامع الخروبة

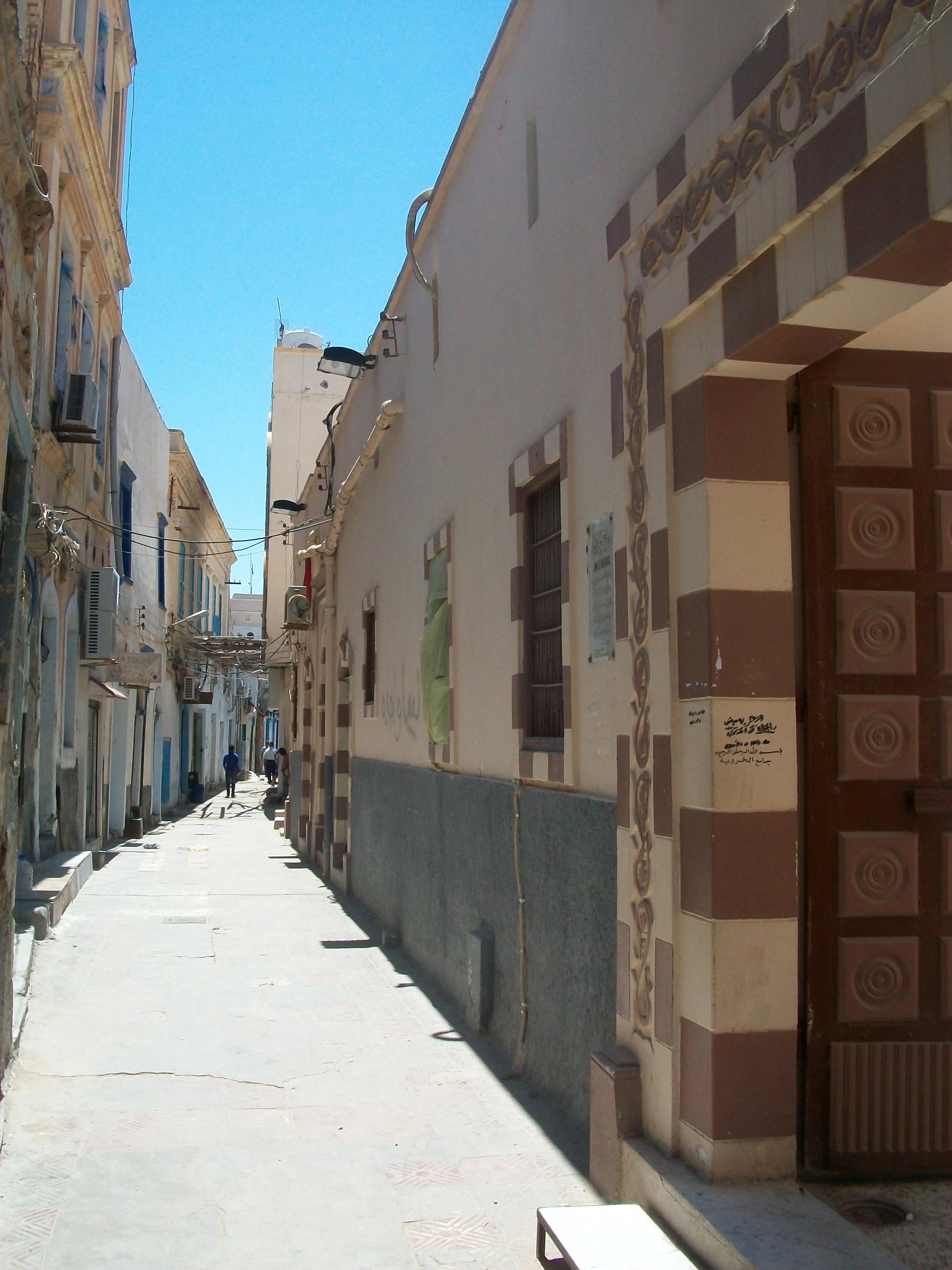
واجهة جامع الخروبة على شارع الفنيدقة في مدينة طرابلس القديمة.

جامع الخروبة' :- وهو أحد أقدم المساجد الموجودة بالمدينة القديمة (طرابلس)ويعد من أجمل الاثار المتبقية داخل المدينة القديمة لما يحمله من قيمة تاريخية وجمالية للفن المعمارى الإسلامي لمدينة طرابلس.

## سنة التأسيس
يرجع إنشاء هذا الجامع إلى ما قبل الحكم العثماني لطرابلس ويقال إن هذا الجامع تم تأسيسه حوالي القرن الخامس عشر الميلادي، وهو يحتفظ حتى الآن بوضعه الأصلي باستثناء بعض الإضافات والتوسعات وخاصة بالجزء الشرقي من المبنى.

## موقع المسجد
يقع جامع الخروبة داخل المدينة القديمة (طرابلس) بشارع عمورة جنوب سوق الترك في مدخل الجانب الشمالي ويفتح على شارع عمورة.
موقع الجامع من موقع ويكمابيا 

## الشكل المعمارى
مبني الجامع مستطيل الشكل يبلغ طوله من الشمال إلى الجنوب حوالي 20,65م وعرضه حوالي19,60م وطول الجزء الشرقي منه حوالي 13,20م، ويدخل إلى المبني الجامع عن طريق مدخل مستطيل الشكل مزخرف بزخارف نباتية توجد بجدار الجامع الشمالي، ويوصلنا هذا المدخل إلى ممر مكشوف وعلى يمين الداخل توجد حجرة مغلقة، وفي نهاية الممر توجد حجرة الميضأة وسقفها على شكل قبو وبالداخل توجد ثلاثة أروقة صغيرة ترتكز على أعمدة، وخلف الميضأة نجد ممراً آخر ضيق يمتد من الشرق إلى الغرب يوجد به خمس حجرات هي دورات المياه وحجرة الاستحمام، وشرق هذا الممر توجد حجرة صغيرة تستعمل لخزن أدوات الجامع.
قاعة الصلاة:-
يدخل إلى قاعة الصلاة عن طريق مدخل رئيسي يوجد في منتصف جدارها الغربي وهو مواجه للميضأة، وقاعة الصلاة قاعة كبيرة مربعة الشكل مساحتها حوالي16 x 16م وتتكون القاعة من جزئين جزء غربي وجزء شرقي يفصلهما جدار به خمس نوافذ ومدخل واسع كبير، جزء بيت الصلاة الغربي يتكون من رواقين، موازيين لجدار القبلة وتوجد ستة أعمدة رخامية من النوع الروماني والأعمدة تحمل أقواسا دائرية متصلة بالجدران، وسقف هذا الجزء من القاعة مغطي بسبعة أقبية برميلية الشكل متعامدة على جدار القبلة، ويوجد مدخل في الجدار الغربي وأربع نوافذ كبيرة اثنتان منها في الجدار الشمالي والأخرى ان في الجدار الغربي كما توجد في أعلى الجدار الشمالي والغربي خمس نوافذ صغيرة اثنتان منها بالجدار الشمالي، ويعلو المدخل الرئيسي نافدتان معقودتان مغطاة بالزجاج الملون، الجزء الشرقي من القاعة أكبر حجما من الجزء الغربي ويتكون من ثلاثة أروقة موازية لحائط القبلة في وسطه أربعة أعمدة رخامية وترتكز على الأعمدة أقواس تتصل بجدران هذا الجزء من القاعة، ويغطى هذا الجزء من القاعة بتسع قباب نصف دائرية وفي زوايا قاعدة القبة من أسفل توجد على كل قبة أربعة تجويفات لتزيين القبة، ويوجد في هذا الجزء من القاعة مدخلان يوجد الأول في منتصف الجدار الشمالي ويفتح على شارع سيدي حمودة والمدخل الآخر يوجد في الجدار الجنوبي ناحية الغرب، ووجد بهذا القسم عدة نوافذ مختلفة الأحجام والأشكال.
السدة:-
توجد السدة فوق المدخل الرئيسي الموجود بالجزء الشرقي من القاعة الصلاة بالجدار الغربي وهي مصنوعة من الخشب بزخارف نباتية لها حاجز خشبي غير مرتفع كما توجد مسطبة على يمين الداخل لقراءة القرآن الكريم وهي مصنوعة من الخشب أيضا.
المحراب:-
يوجد في منتصف جدار القبلة وهو جميل الشكل عبارة عن حنية أو تقعر في منتصف جدار القبلة به زخارف جبسية من الداخل بأشكال هندسية تشبه الزخارف الموجودة بمحراب جامع أحمد باشا وجامع قورجي، ويكتنف المحراب عمودان صغيران، وفوق المحراب كتابة جميلة نقشت على الخشب كتب عليها (فنادته الملائكة وهو قائم يصلي في المحراب).
المنبر:-
يوجد المنبر على يسار المحراب وهو مبني من الحجر ومغطي بالخشب يشبه منبر جامع أحمد باشا يكتنفه عمودان من الرخام وبه سلم مكون من عدد من الدرجات يوصل إلى أعلى المنبر حيث مكان الخطيب، والمنبر مغطي من أعلى بقبة صغيرة مقامة على أربعة أعمدة، والمسجد ككل بصفة عامة يخلو من الزخارف باستثناء المحراب وتيجان الأعمدة الموجودة داخل قاعة الصلاة.
المئذنة:-
توجد المئذنة في الركن الشمالي الشرقي من مبني الجامع وهي أسطوانية الشكل يعلوها برنس خشبي على هيئة هرم مثمن.

## وصلات خارجية
http://www.tripolitania.com/oldcity/suk/index.html* [ بنوراما ]
http://doc.aljazeera.net/cinema/2009/08/2009830856357945.html* [ نوافذ السماء..... قراءة جمالية لمساجد طرابلس ]